# Honda Mobilio
Honda Mobilio (яп.  ホンダ・モビリオ, хепбёрн Honda Mobirio) — семиместный минивэн производства японской компании Honda. Первое поколение выпускалось с 2001 по 2008 год и продавалось исключительно в Японии. Это была вторая модель серии «Small Max» на платформе Global Small с двигателем i-DSI. В мае 2008 года преемником первого поколения Mobilio стал Freed. В сентябре 2013 года было представлено второе поколение Mobilio на платформе Brio, а его продажи начались в январе 2014 года на нескольких развивающихся рынках.

## Первое поколение (GB1/2; 2001)
Первое поколение Mobilio было представлено 21 декабря 2001 года. Представляет собой компактвэн с 1,5-литровыми двигателями, который был разработан с учётом развлекательных мероприятий. По данным Honda, Mobilio обладает самым высоким расходом топлива в классе 7-местных автомобилей —17,2 км/л. Сборка была прекращена в мае 2008 года в пользу Freed.

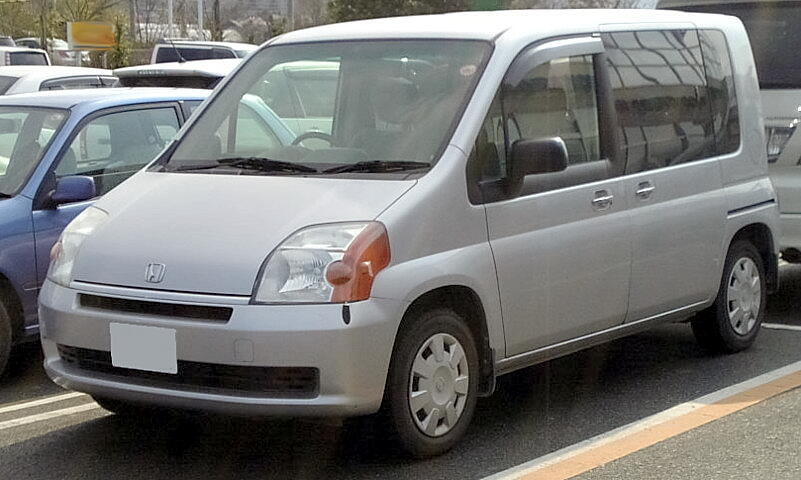
Вид спереди
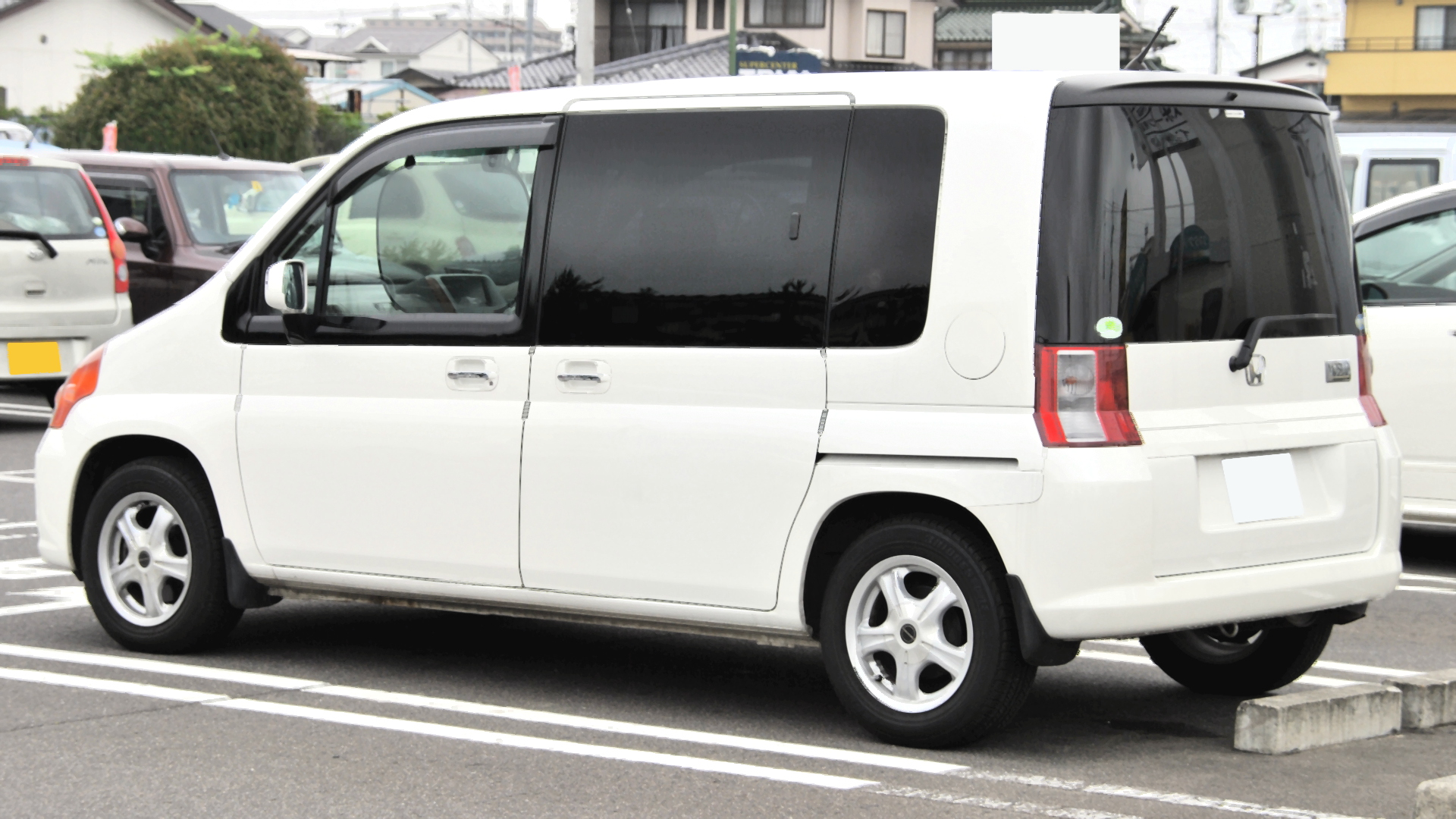
Вид сзади
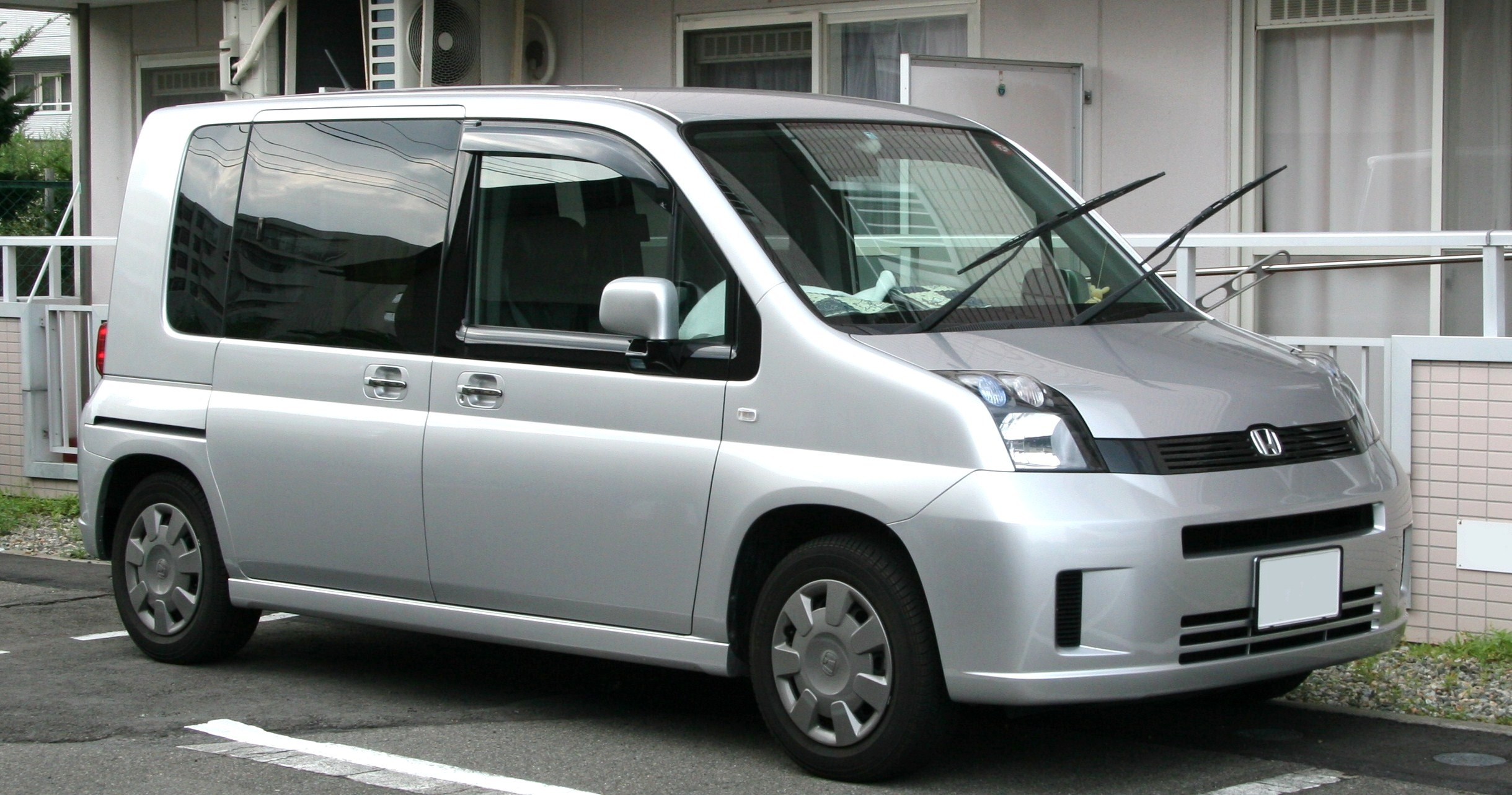
Фейслифтинг передней части
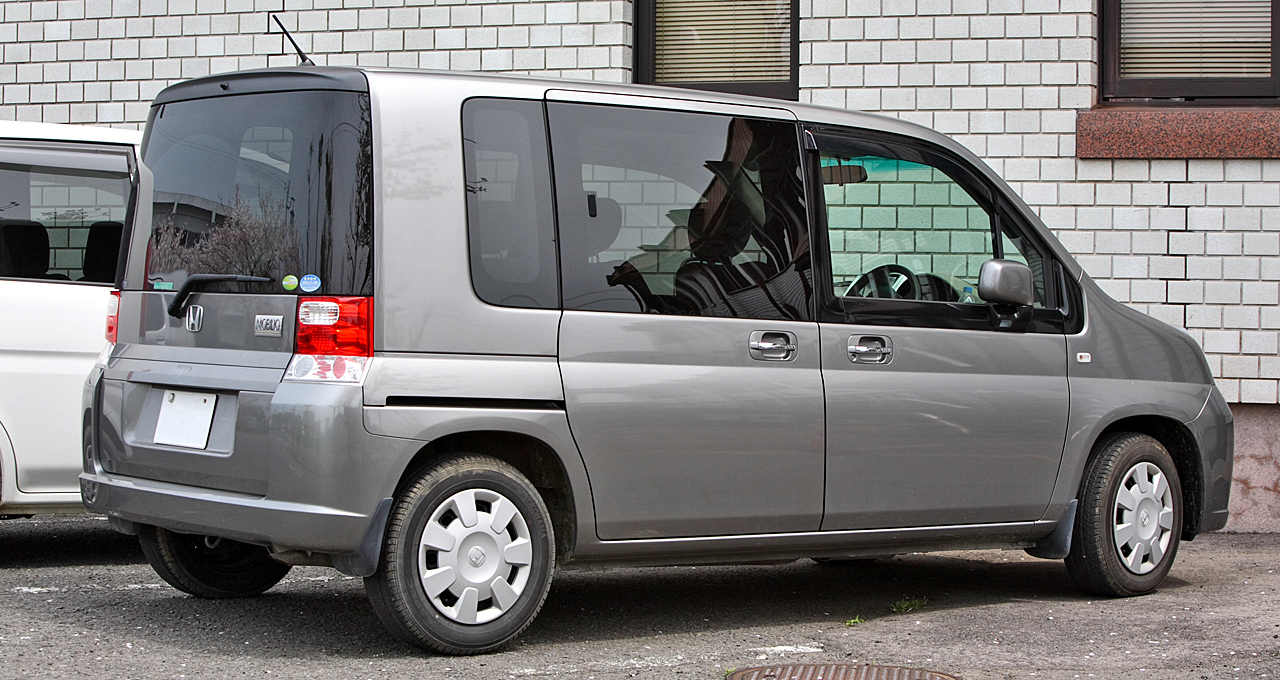
Фейслифтинг задней части

### Mobilio Spike
Mobilio Spike был запущен в производство 19 сентября 2002 года в Японии. Отличия от обычного Mobilio заключаются в том, что С-образная стойка в два раза шире и в целом более компактная конструкция. В 2005 году автомобиль прошёл рестайлинг.

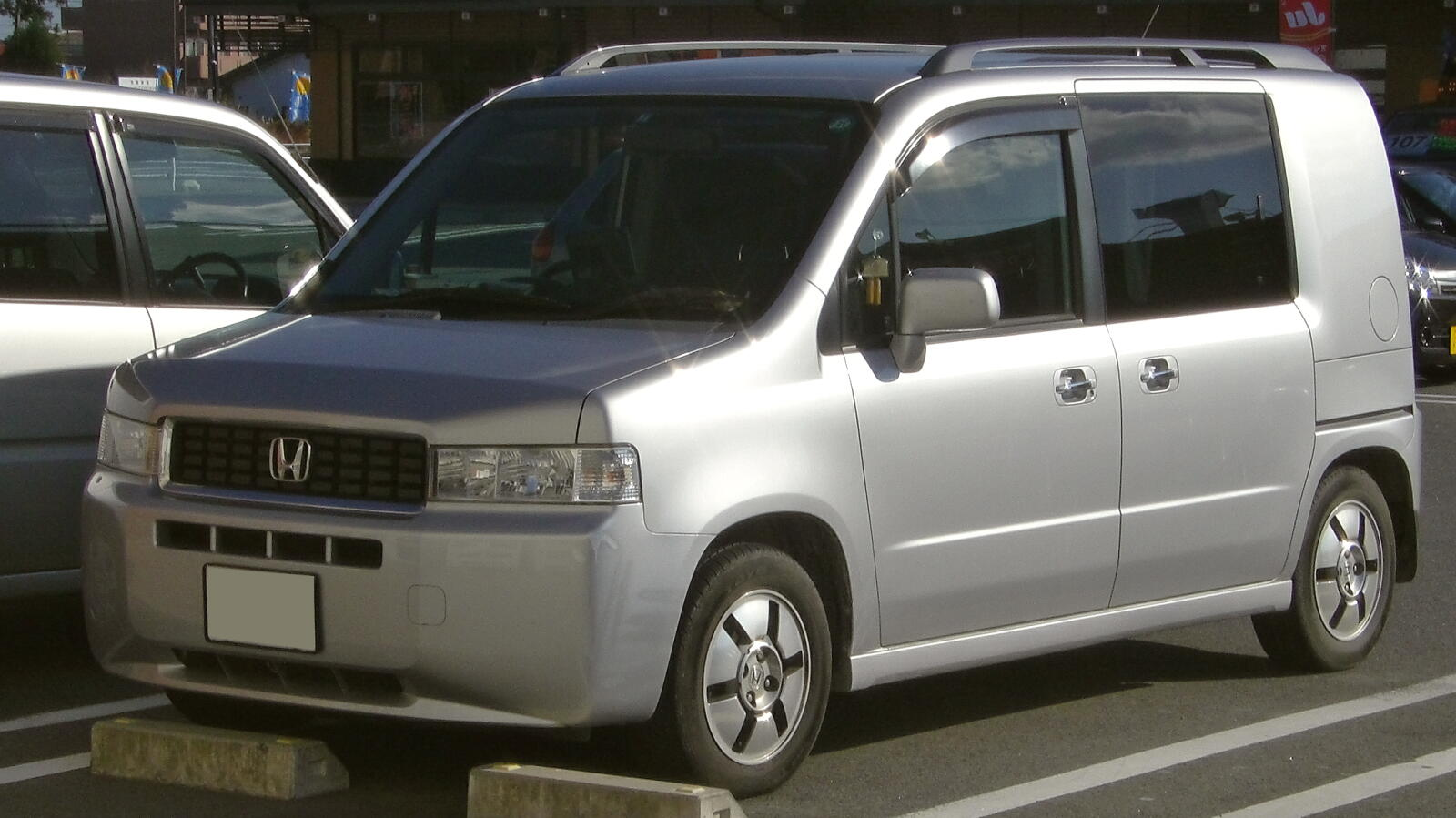
2002 Mobilio Spike
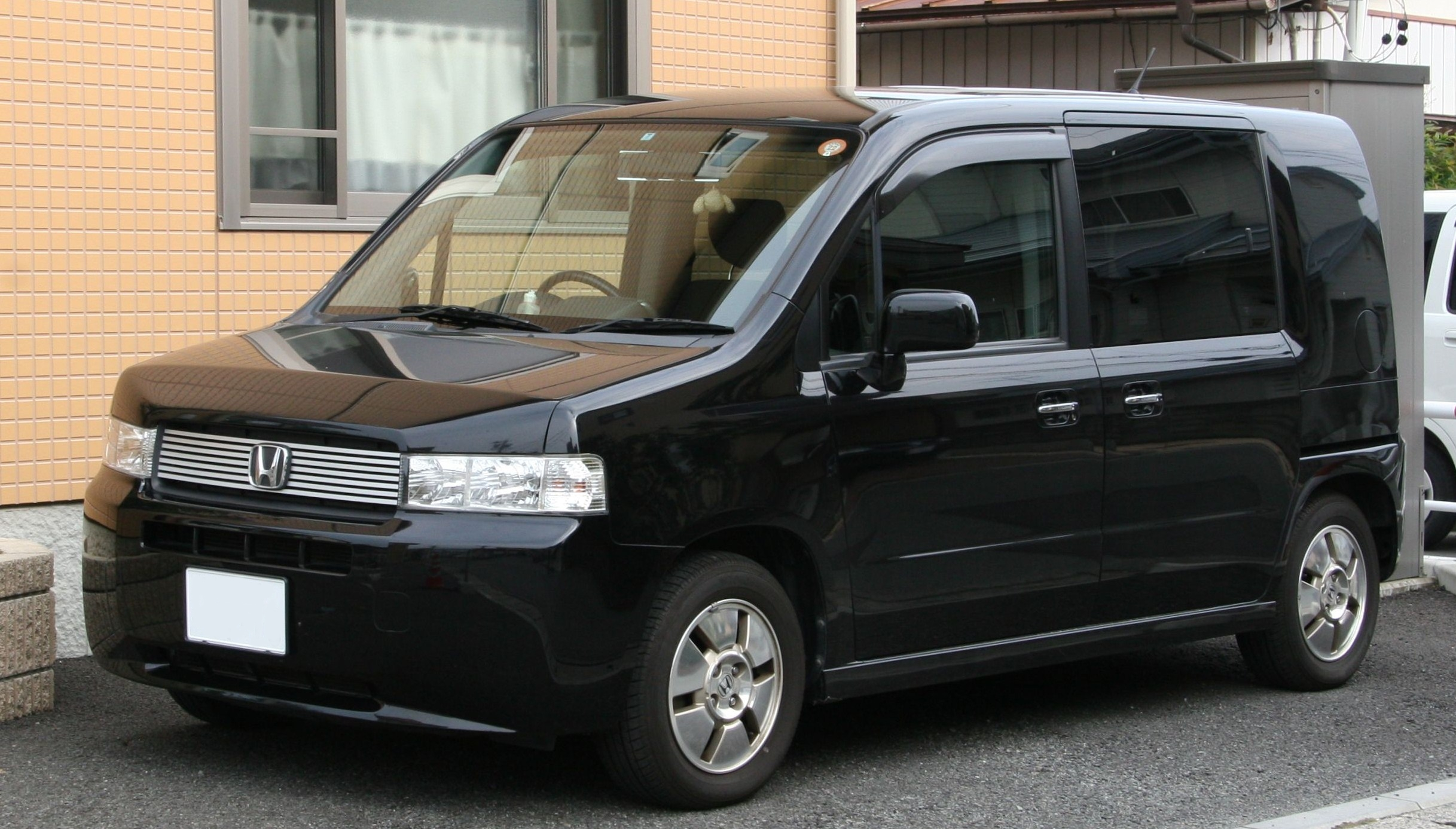
2004—2005 Mobilio Spike
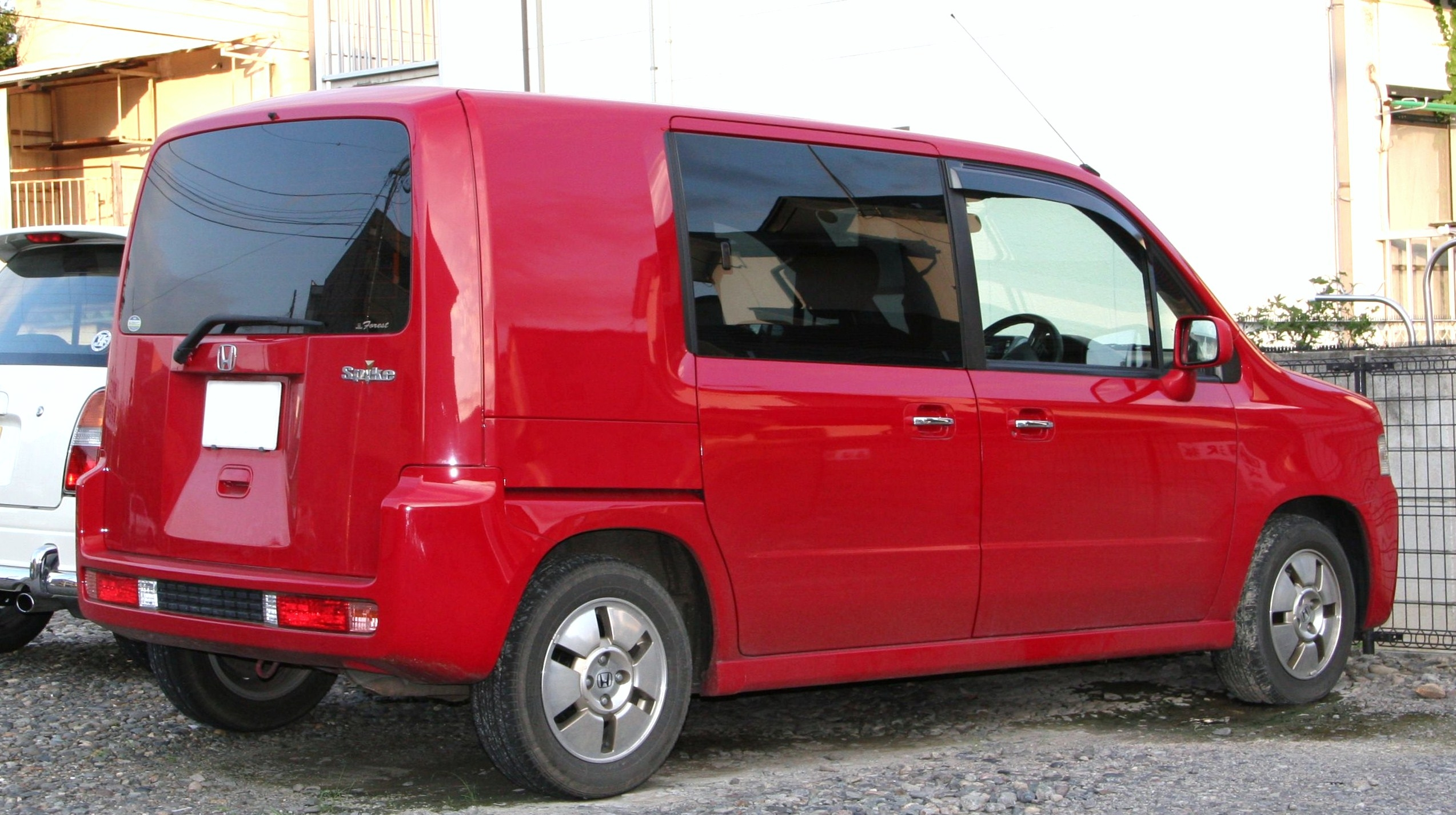
2004—2005 Mobilio Spike
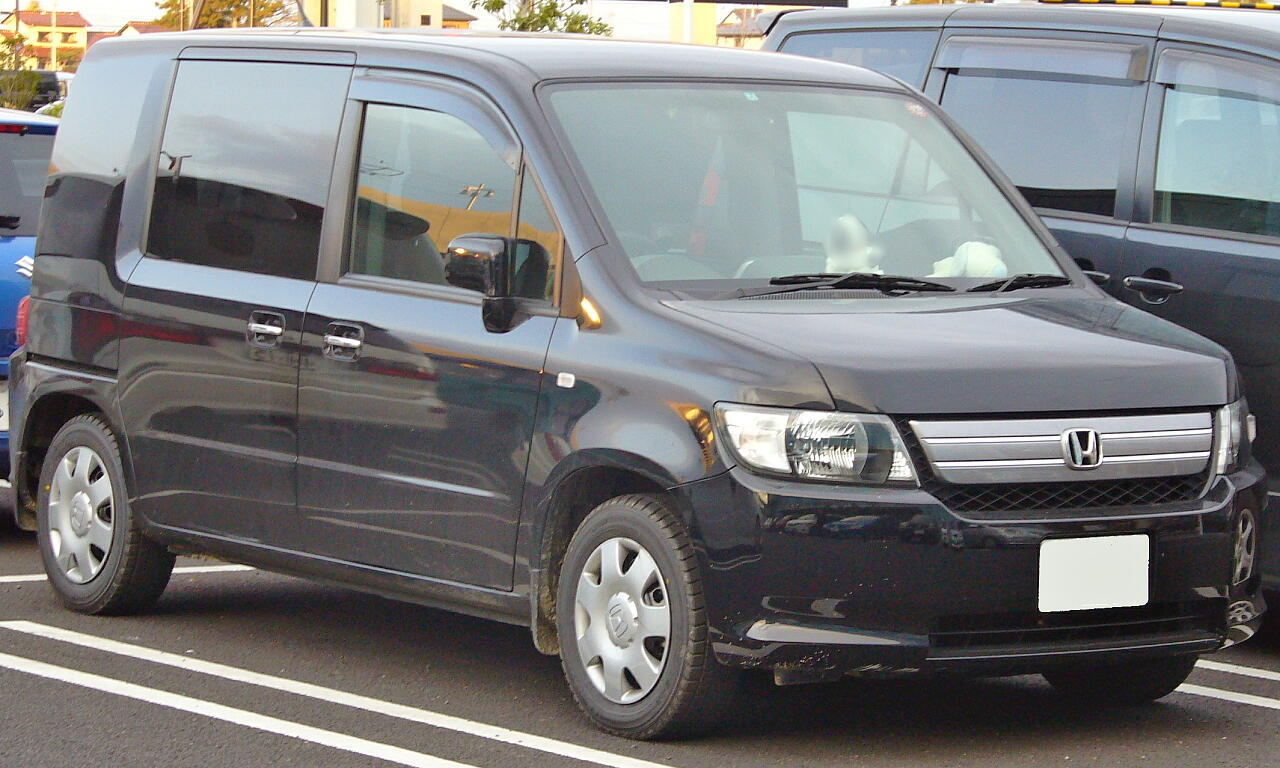
2005 Mobilio Spike
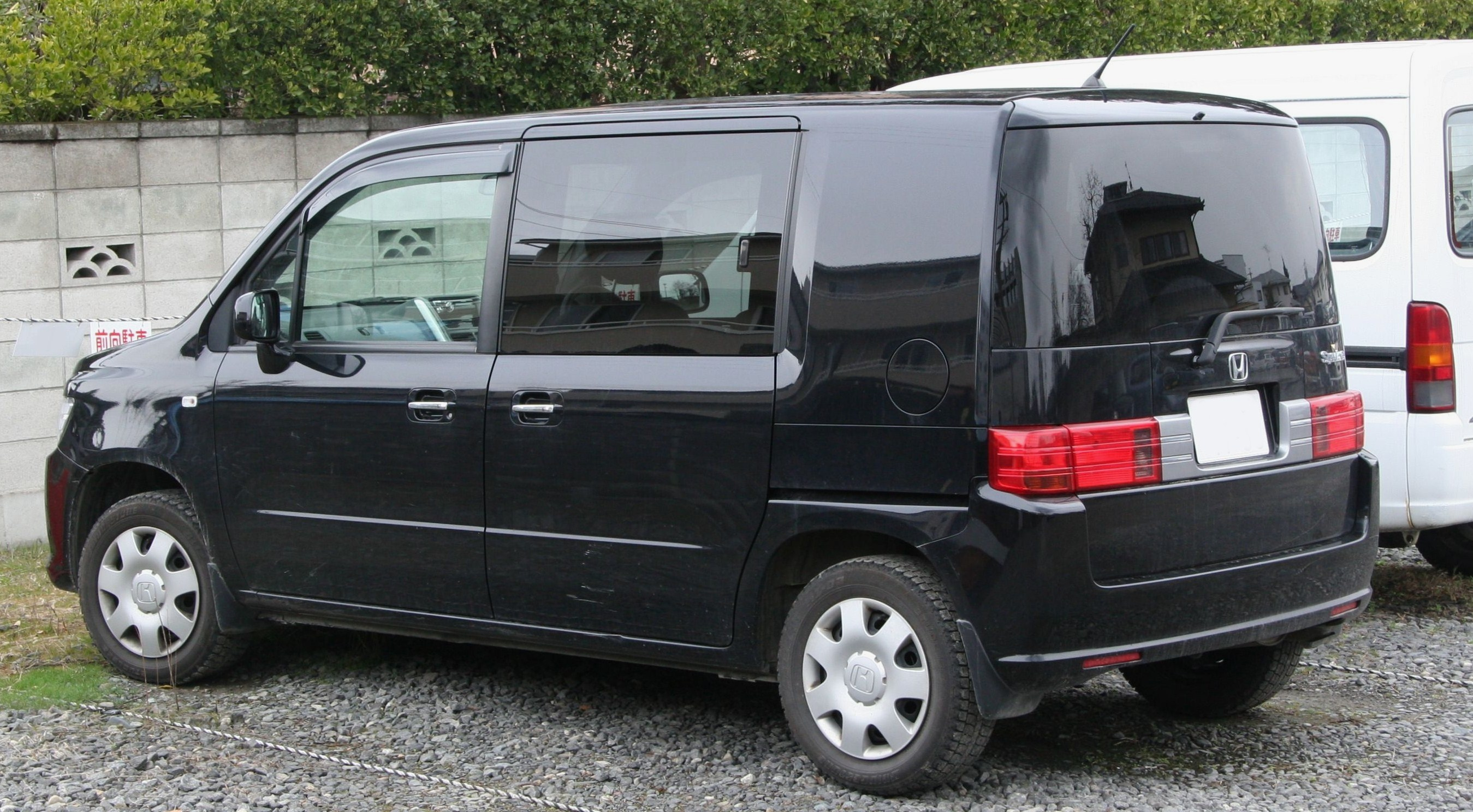
2005 Mobilio Spike

## Второе поколение (DD4/5; 2014)
Второе поколение Mobilio было представлено 19 сентября 2013 года на платформе Honda Brio. Сборка началась 15 января 2014 года в Караванге, а продажи начались 25 января 2014 года на индонезийском рынке в комплектациях S, E, E Prestige и RS (с июня 2014 года).
Автомобили оснащаются 1,5-литровыми бензиновыми двигателями L15Z1 i-VTEC. В Индию автомобили поставляются с 1,5-литровым дизельным двигателем N15A1 i-DTEC. 
В 2014 году Mobilio получил премию Car of the Year Otomotif в Индонезии. Помимо Индии и Индонезии, автомобиль также поставляется на Филиппины, в Таиланд и Южную Африку.

12 января 2017 года Mobilio прошёл фейслифтинг.

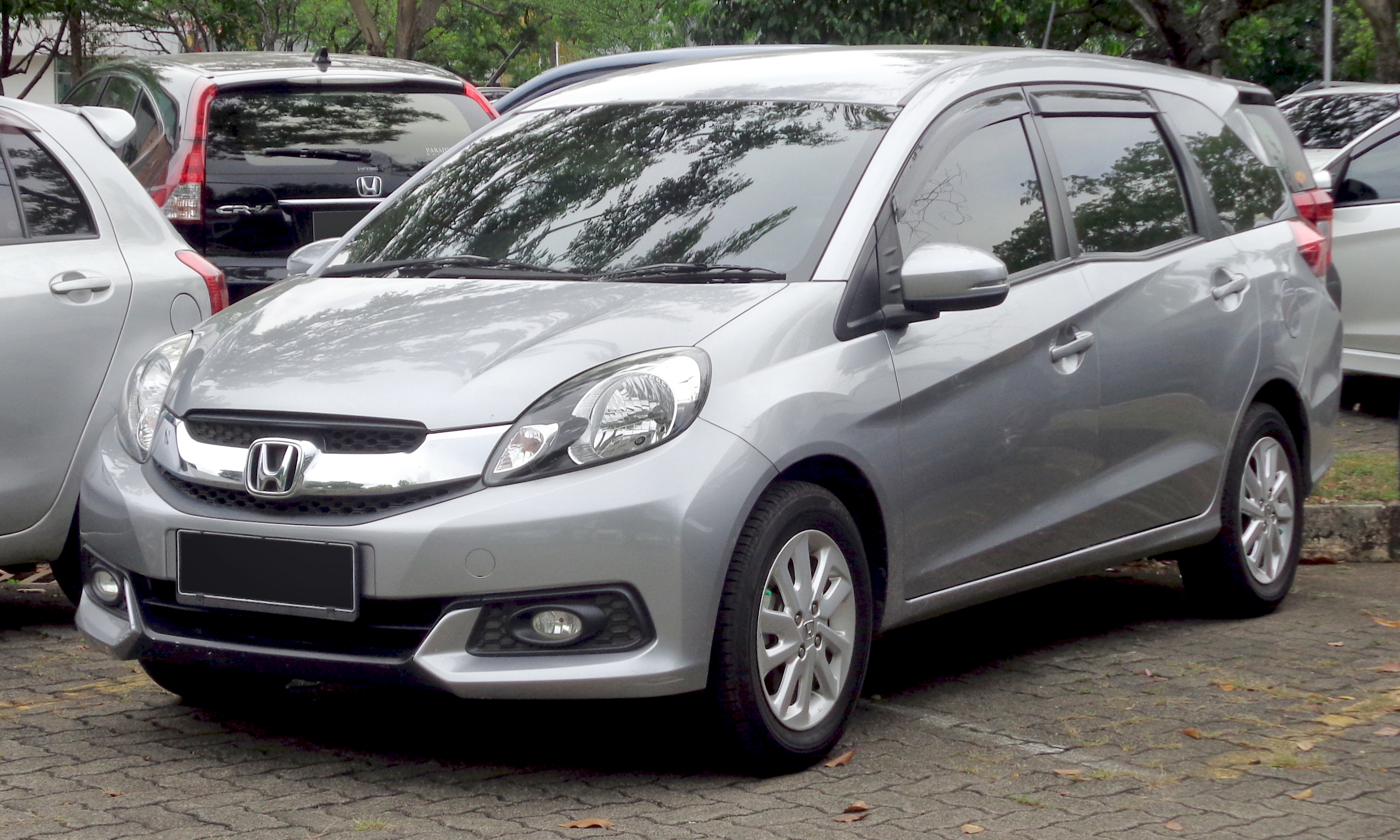
2016 Mobilio E (DD4; Индонезия)
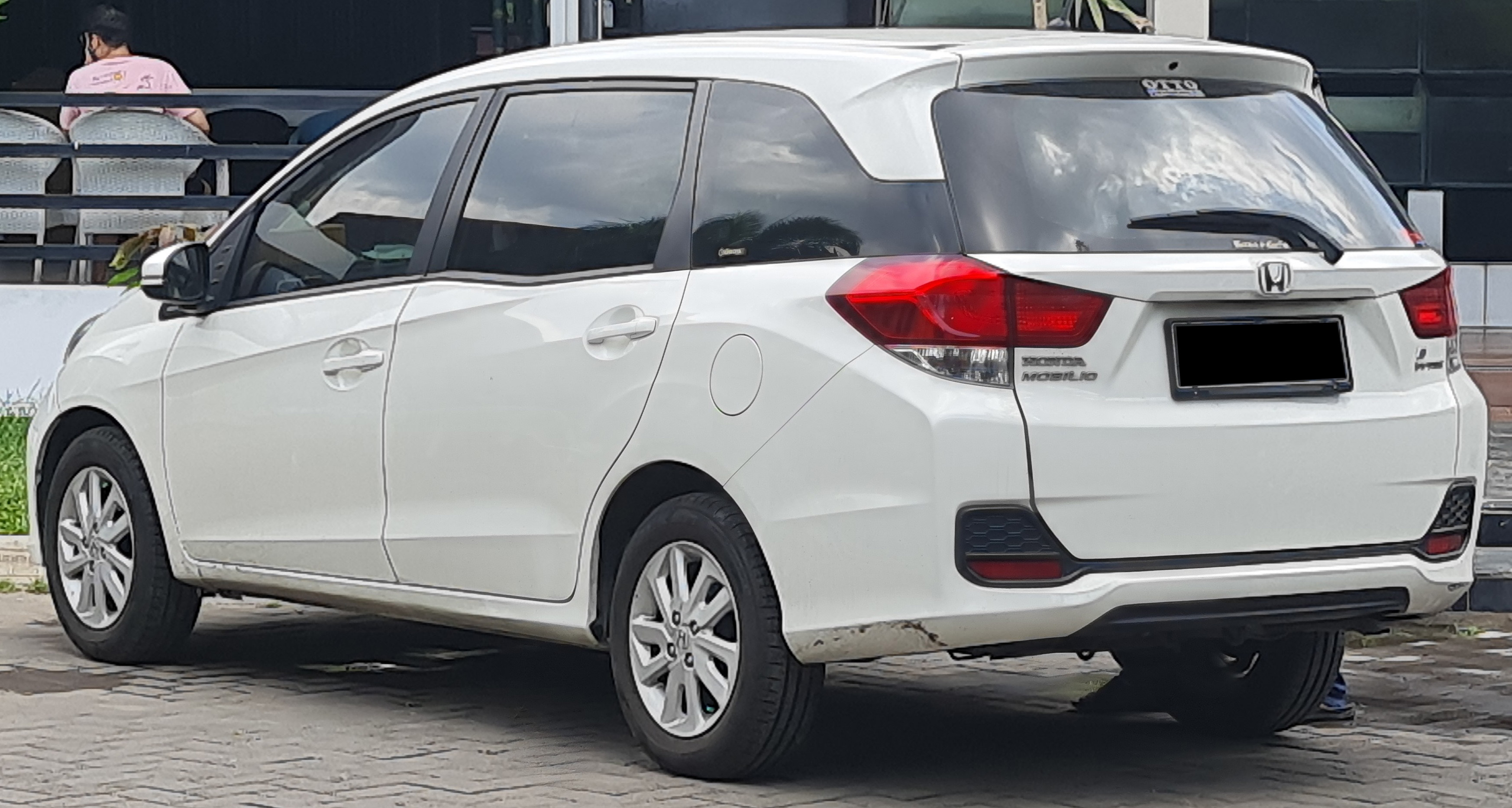
2016 Mobilio E (DD4; Индонезия)
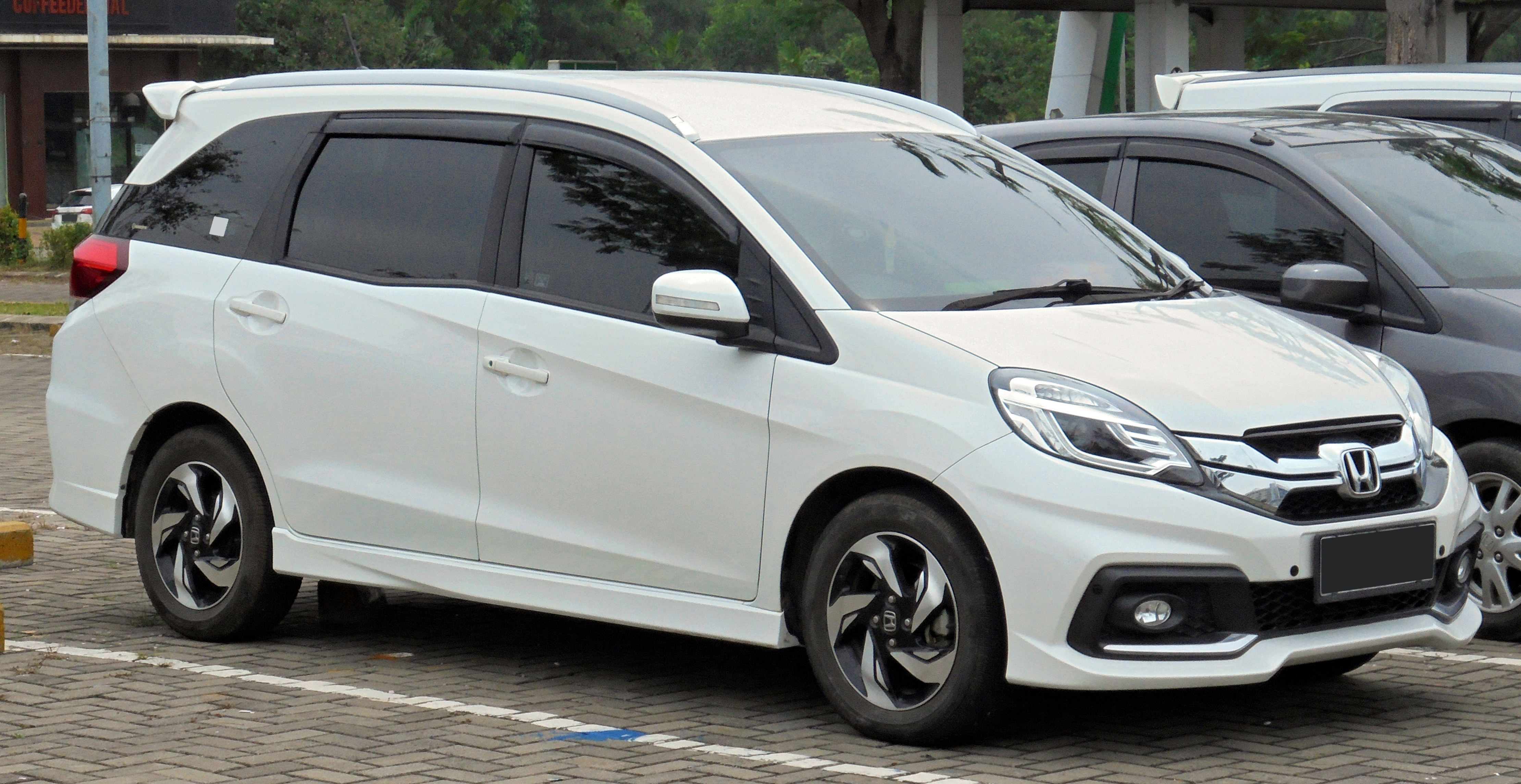
2016 Mobilio RS (DD4; Индонезия)
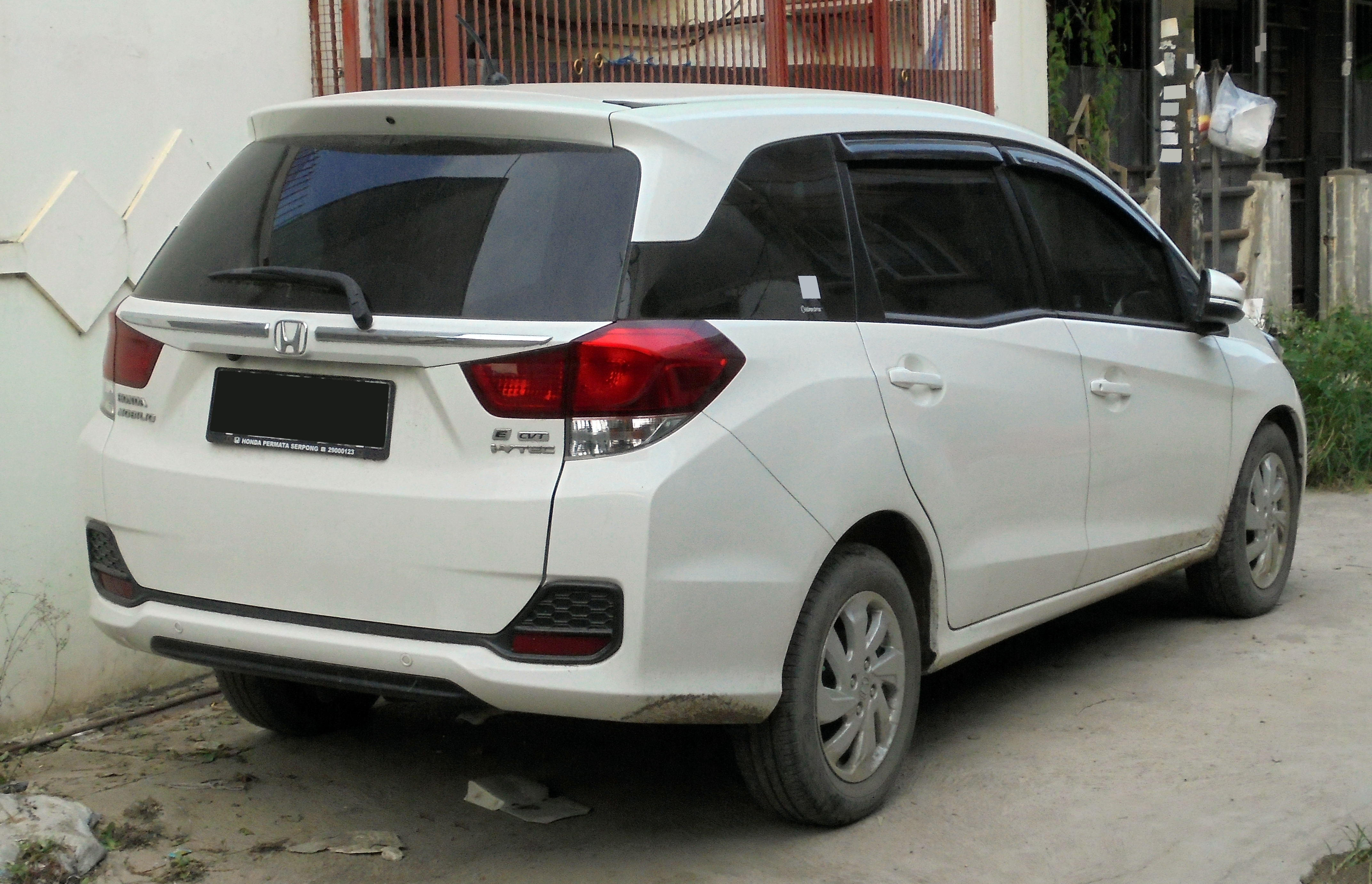
2017 Mobilio E (DD4; Индонезия)
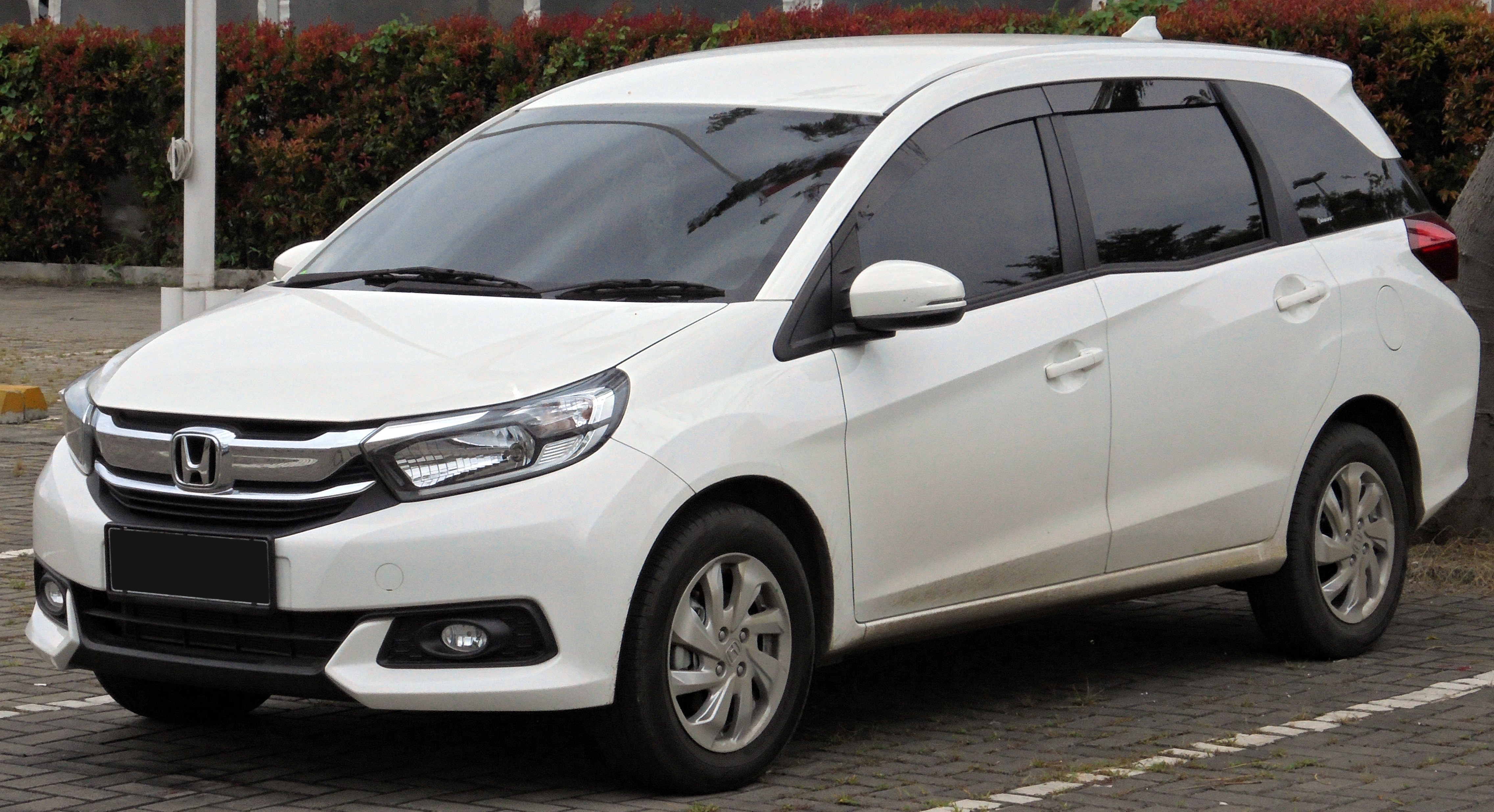
2018 Mobilio E (DD4; Индонезия)
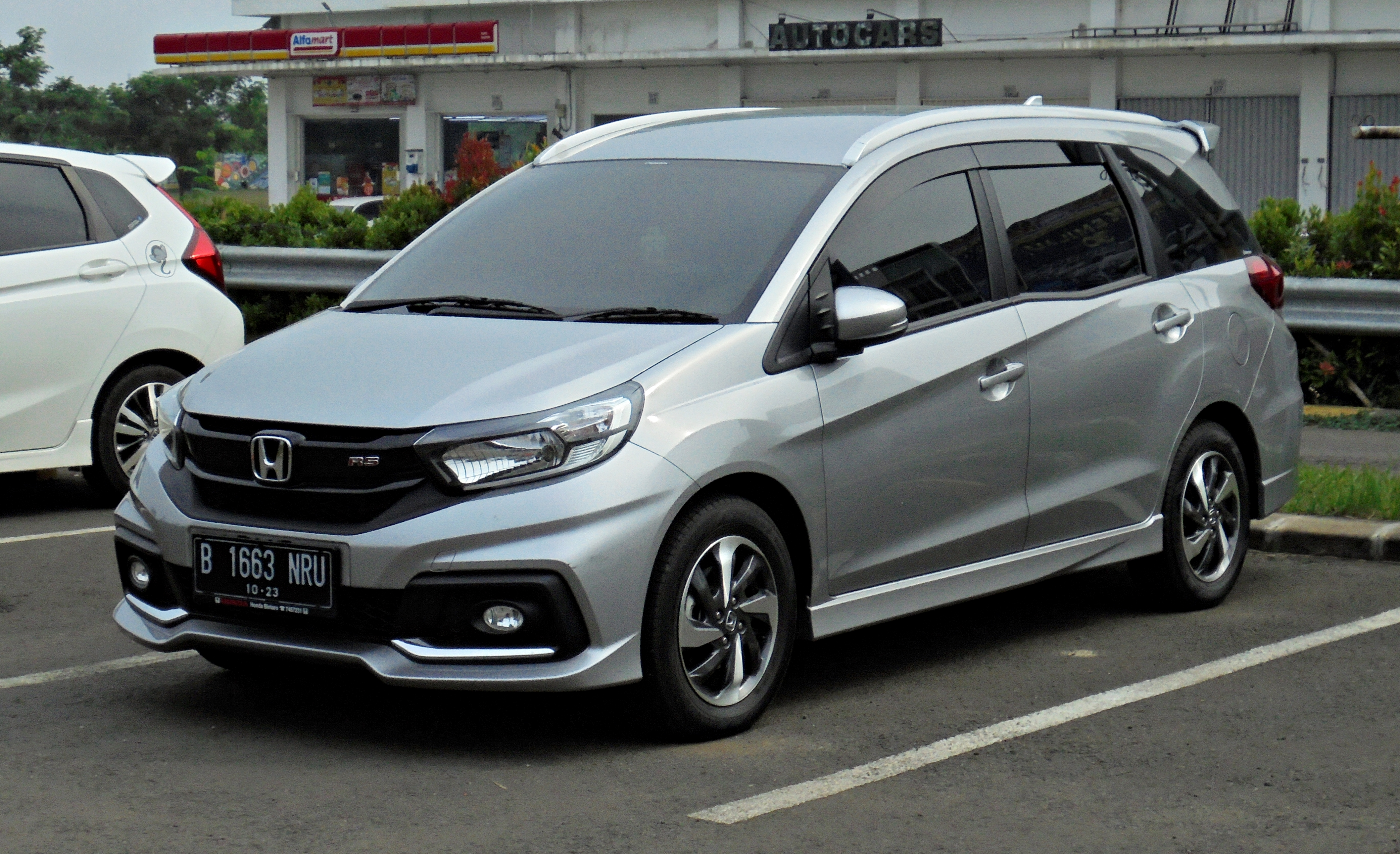
2018 Mobilio RS (DD4; Индонезия)
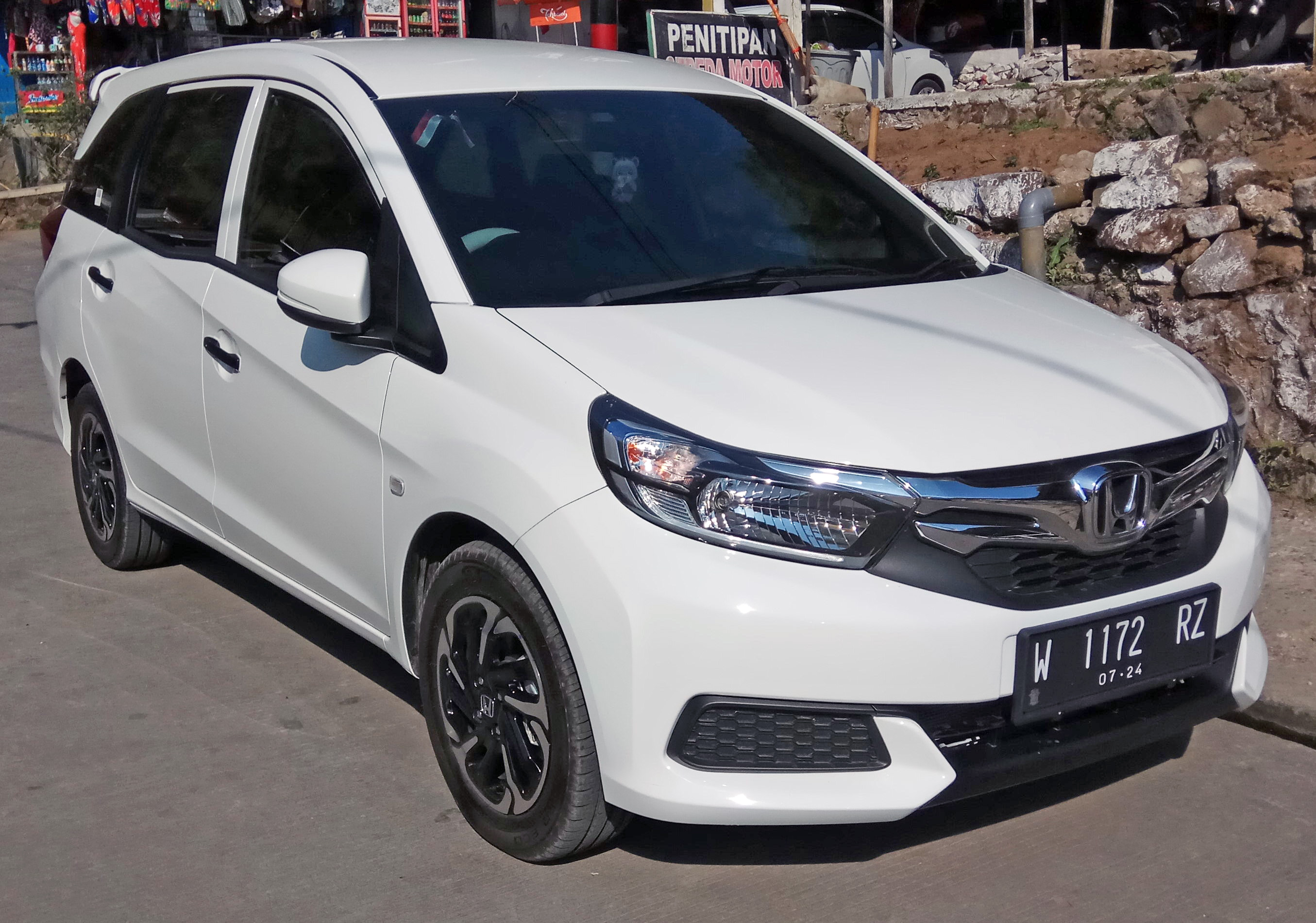
2019 Mobilio S (DD4; Индонезия)
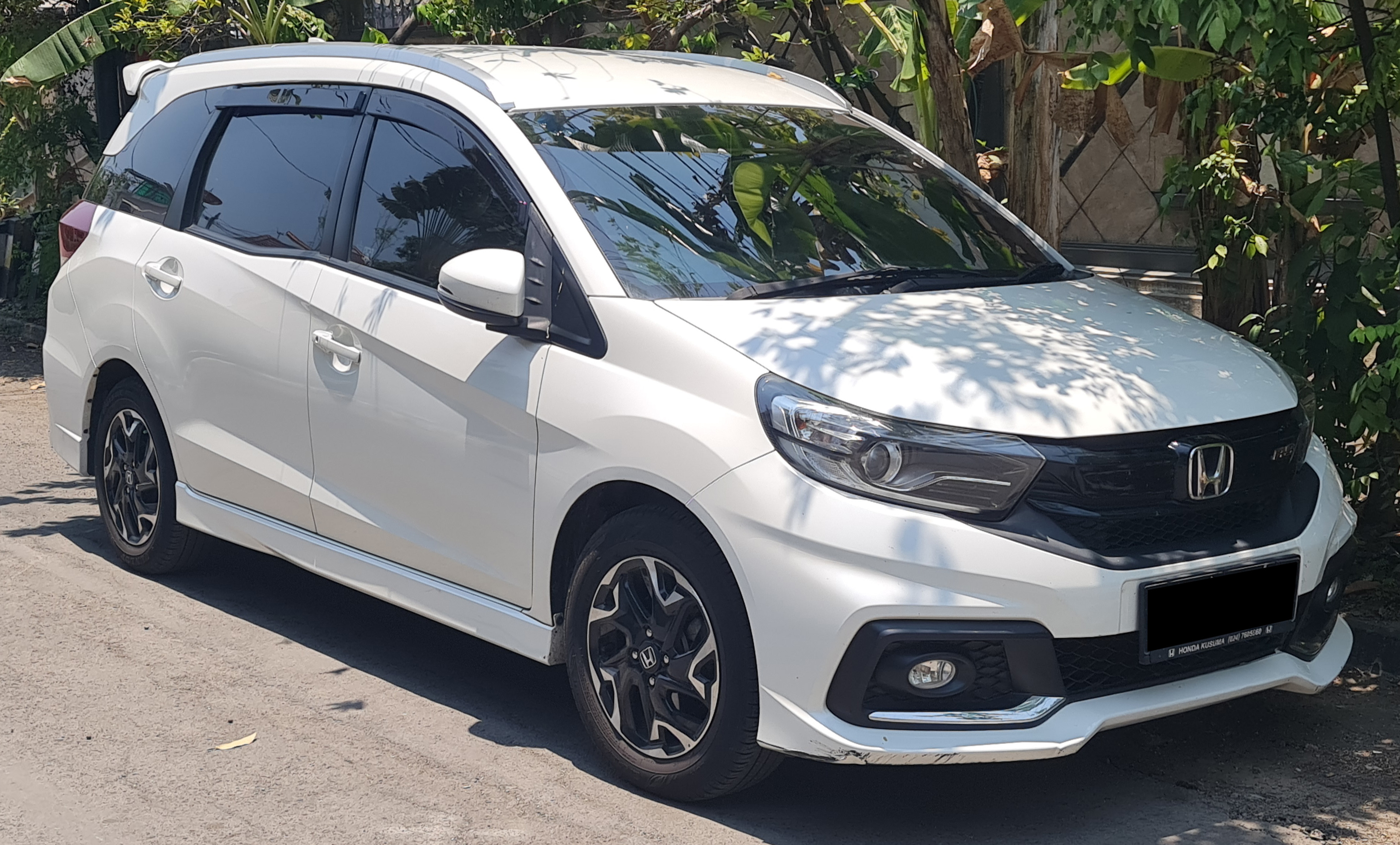
2019 Mobilio RS (DD4; Индонезия)
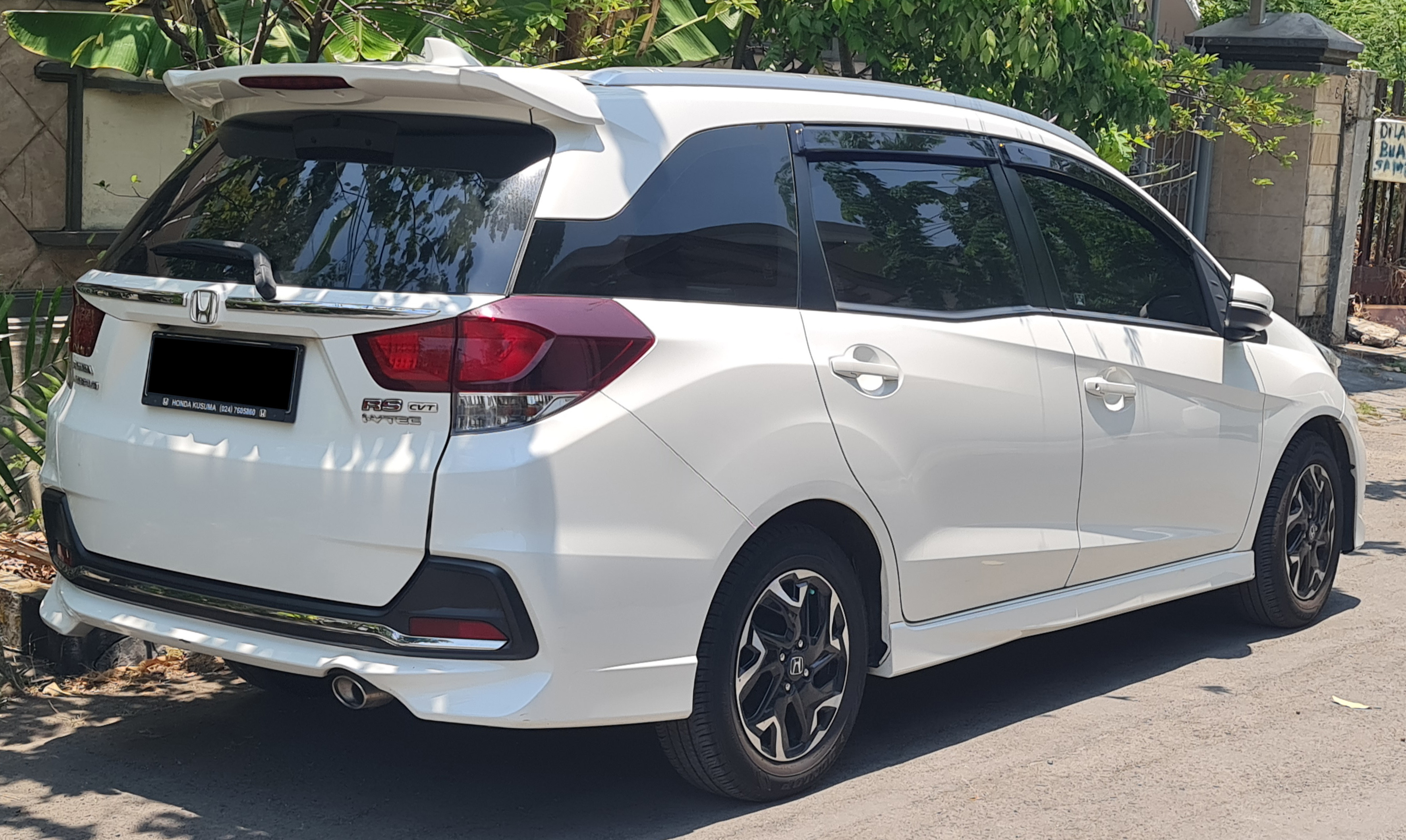
2019 Mobilio RS (DD4; Индонезия)
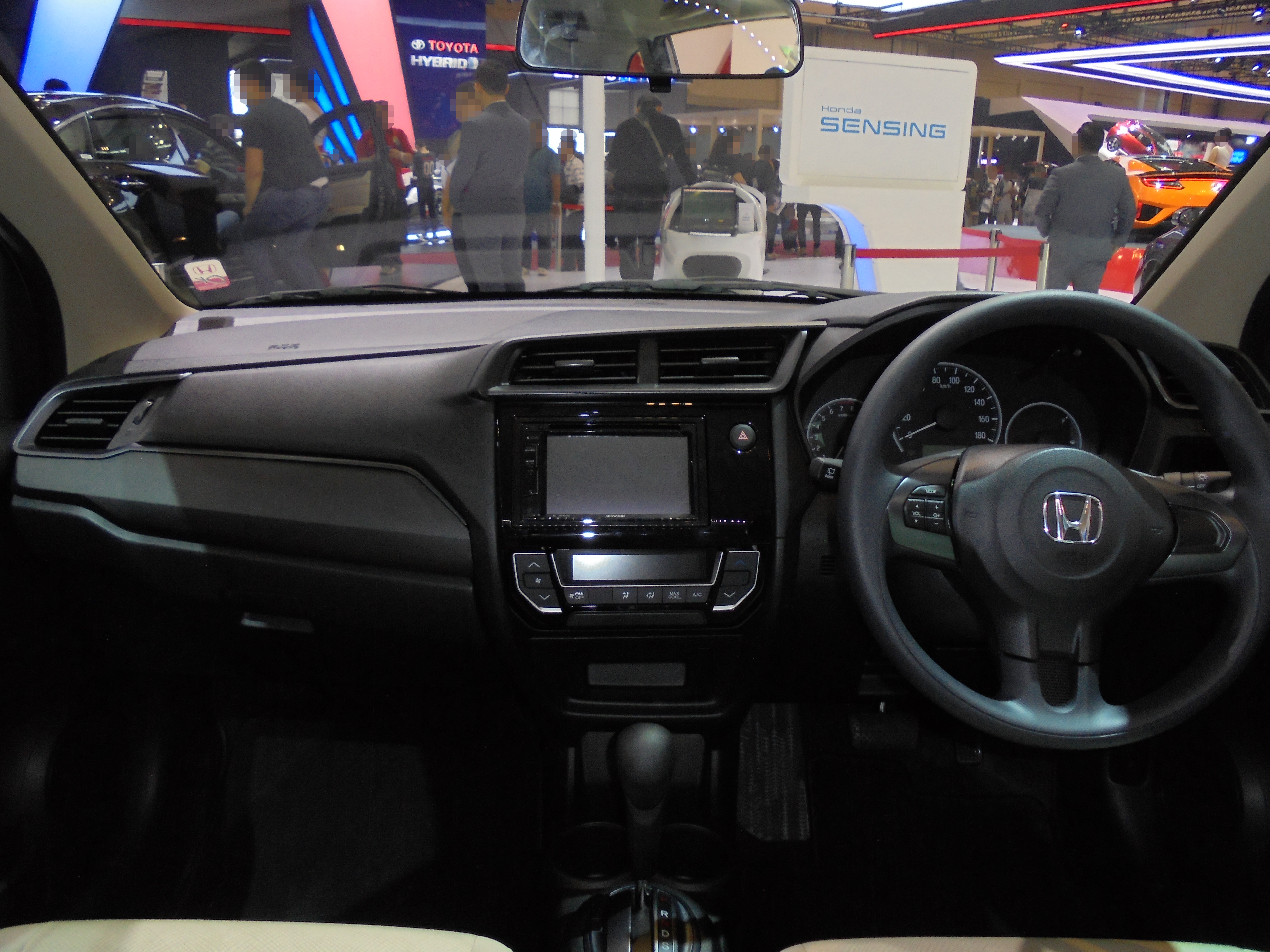
Интерьер

## Продажи
К концу августа 2014 года было продано 110457 автомобилей Honda Mobilio, что на 78% больше, чем в 2013 году. На момент 2013 года было выпущено 59377 предсерийных автомобилей, что составляет около 54%. В 2016 году в Индонезии Mobilio стал лидером продаж.
| Год  | Таиланд | Индонезия | Филиппины | Индия  |
| ---- | ------- | --------- | --------- | ------ |
| 2014 | 3,101   | 79,288    |           | 22,896 |
| 2015 | 5,825   | 42,932    | 2,543     | 14,474 |
| 2016 | 1,215   | 28,981    | 3,988     | 3,355  |
| 2017 | 2,677   | 26,023    | 3,009     | 63     |
| 2018 | 2,082   | 24,373    | 2,190     |        |
| 2019 | 1,388   | 15,318    | 513       |        |
| 2020 |         | 5,668     | 169       |        |
| 2021 |         | 5,566     | 58        |        |
| 2022 |         | 1,200     |           |        |